# مدفع بخاري

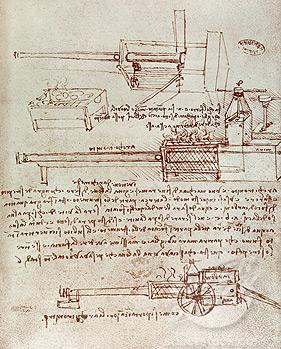
رسم ليوناردو دا فنشي لمدفعه البخاري في.

المدفع البخاري هو مدفع يطلق القذائف باستخدام الحرارة والماء فقط، أو باستخدام مرجل ذا ضغط عالٍ للبخار. صمم أرخميدس أول مدفع بخاري خلال حصار سيراكوزا (212-214 م.)، كما عرف ليوناردو دا فنشي بتصميمه لمدفع آخر.
صمم المدفع البدائي من أنبوب معدني ضخم، يفضل أن يكون مصنوعاً من النحاس لتأمين الموصلية الحرارية العالية عند إدخاله للفرن، فيما يتم إغلاق أحد طرفي الأنبوب وتحميل الطرف الآخر بالقذيقة، وعند وصول الأنبوب إلى درجة حرارة عالية كفاية، يتم حقن كمية صغيرة من الماء خلف المقذوف، من الناحية النظرية، اعتقد دا فنشي أن الماء سيتبخر فوراً وتنطلق القذيفة بفعل ضغط البخار خارج الجسم.

## عصر الآلات البخارية
بذلت جهود كبيرة في الثورة الصناعية لتشكيل الأسلحة الآلية البخارية والمدافع، رغم فشل العديد منها، استخدم في ذلك الأساليب والتقنيات المستمدة من القاطرات البخارية.

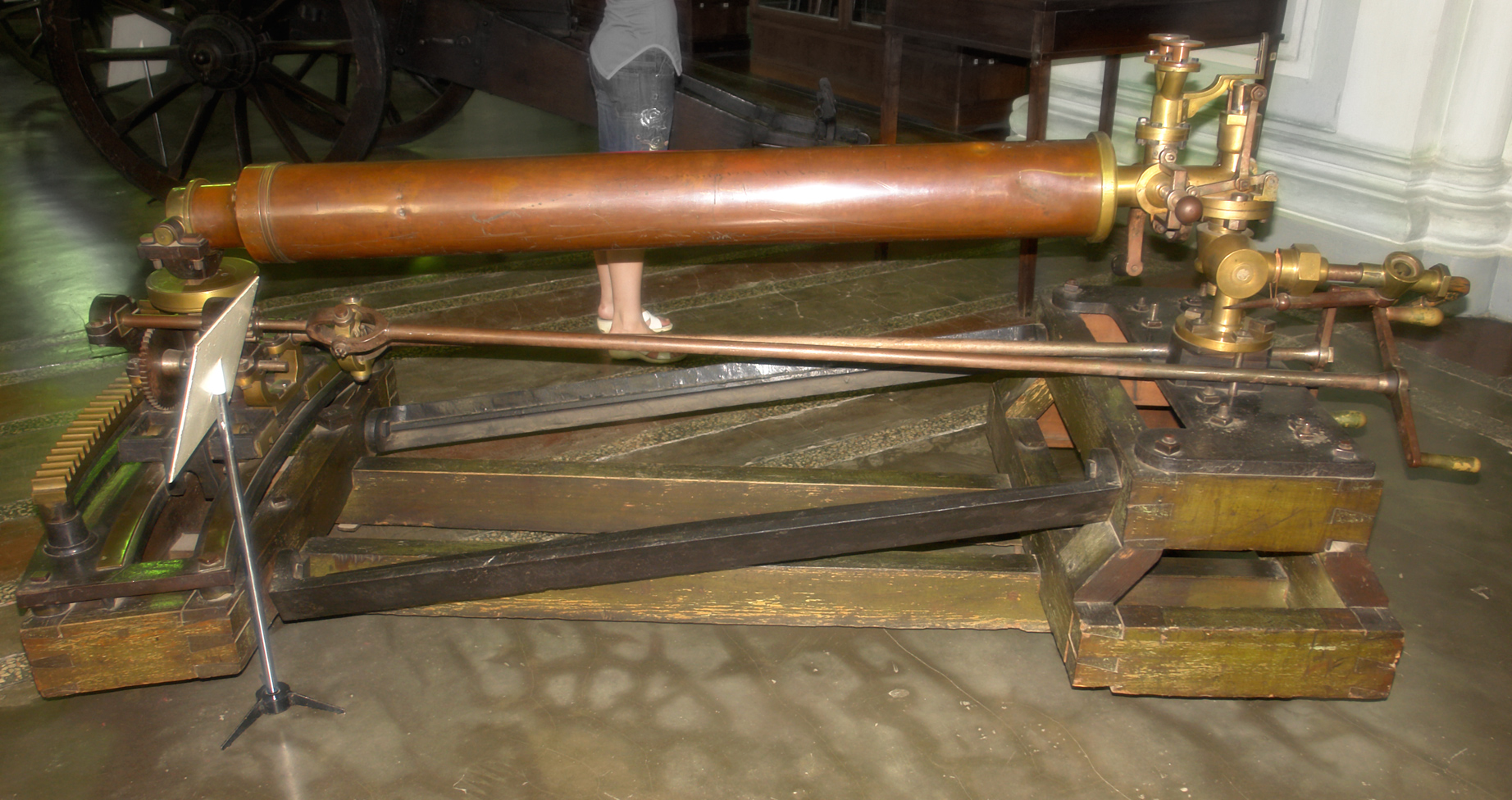
نموذج تجريبي لمدفع بخاري 17.5 ملم في الامبراطورية الروسية - 1826-1829.

بين عامي 1826-1829، طوّر العقيد كارلين من سلاح الاتصالات الإمبراطوري الروسي مدفع بخار تجريبي قياس 17.5 ملم. يتكون من أنبوب من النحاس الأخضر ذو غلاف نحاسي أحمر. كان قادراً على إسقاط القذائف الكروية بمعدل 50 طلقة في الدقيقة. وقد فشلت اختبارات عام 1829 ونقل المدفع إلى ترسانة سانت بطرسبرغ. وهي الآن في متحف التاريخ العسكري للمدفعية والمهندسين والاتصالات في سانت بطرسبرغ.
مدفعية وينينز البخارية عام 1858-1861 كانت عبارة عن مدفع طرد مركزي يعمل بالطاقة البخارية، استخدم خلال الحرب الأهلية الأمريكية من قبل الكونفدرالية، حيث استخدمت طاقة البخار وقوة الطرد المركزي لدفع القذائف خارج جسم المدفعية، على الرغم من ذلك لم يتم استخدامه بنجاح في المعركة.

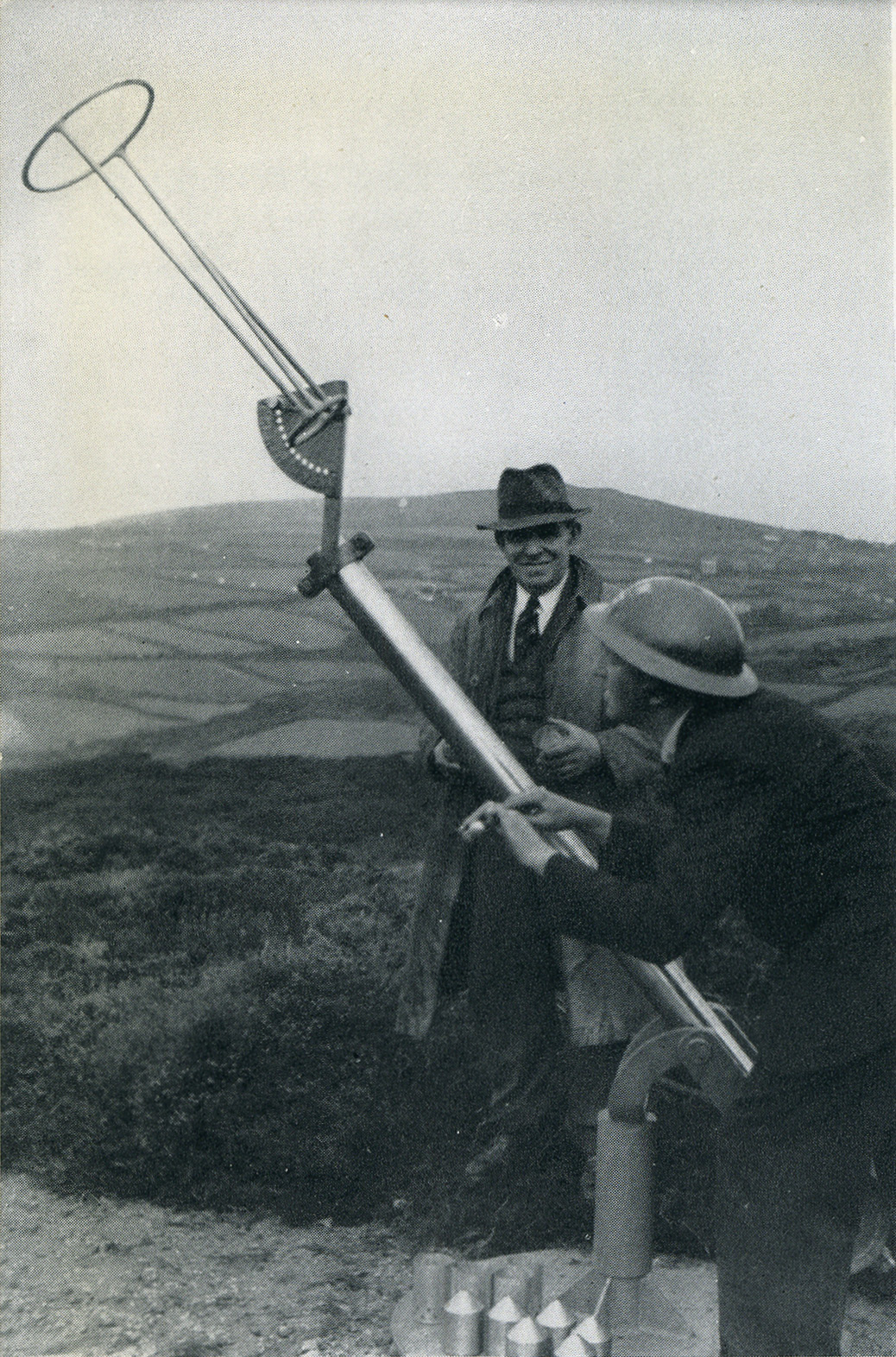
نموذج أولي، لمدفع هولمان، مدفع قنابل مضاد للطائرات، وضع في العمل عام 1940.

خلال الحرب العالمية الثانية ظهر جهاز إسقاط هولمان كآلة بخارية ناجحة، والذي كان يستخدم لإطلاق قنابل متفجرة في الهواء لخلق وابل دفاعي ضد طائرات العدو منخفضة التحليق.:81-90، آلية عملها يقوم عن طريق إدخال رشقة من البخار عالي الضغط بسرعة إلى الحيّز خلف المقذوف، مما يسرع حركة القذيفة داخل الأنبوب إلى سرعات عالية، مثل المدفع الجوي لكن بقوة أكبر، كانت آلية جهاز هولمان تشابه المحرك البخاري وتختلف فقط بوجود مقذوف في المكبس.
جهاز إسقاط هولمان من إنتاج الأخوين هولمان من كورن وال، الذين كانوا مختصين في تصنيع المحركات البخارية، وفي أغسطس عام 1940، أسقطت طائرتان عائمتان من طراز هينكل (Heinkel HE 115)، وتزايد الطلب على المدافع ليتم تزويد السفن الصغيرة بها. :85 باعتبار أن هذه السفن كانت تعمل بالبخار ولكن ليس لديها نظام هواء مضغوط، طلبت الأميرالية من هولمانز تطوير نسخة تعمل بالبخار من المدفع. كانت هناك مخاوف من قبل تريف هولمان بشأن آثار الحرارة على القذيفة من نوع قنبلة ميلز. لذلك قاموا بالاختبار باستخدام المحدلة البخارية «لاحكام الضغط» بين المدفع والقذيفة، وتمت معايرتها على درجة حرارة  °190C لمدة 20 دقيقة قبل إطلاق القذيفة بأمان على ارتفاع 1000 قدم. :84-86